# Clifford Pember
Clifford Pember (wym. [ˈklɪfərd ˈpɛmbər]; ur. w grudniu 1881 w Kingston upon Thames, zm. w 1955) – angielski dyrektor artystyczny i scenograf, pracujący w erze filmu niemego i wczesnych latach filmu dźwiękowego. W 1928 zaprojektował scenografię do dramatu romantycznego Łatwa cnota w reżyserii Alfreda Hitchcocka, będącego adaptacją sztuki Noëla Cowarda z 1924. Pember, wraz z Walterem Murtonem, zaliczany jest do „starej szkoły” brytyjskich projektantów scenografii, którzy odrzucali zmiany wywołane przez nowe modernistyczne wpływy (szczególnie przez niemieckich imigrantów).

## Filmografia
Opracowano na podstawie materiału źródłowego:

- Droga na wschód (1920)
- The Vortex (1928)
- Łatwa cnota (1928)
- Dawn (1928)
- The Bondman (1929)
- Kobieta w bieli (1929)
- The Triumph of the Scarlet Pimpernel (1929)
- The Loves of Robert Burns (1930)
- Rookery Nook (1930)
- Escape (1930)
- Birds of Prey (1930)
- Tilly of Bloomsbury (1931)
- Znak czterech (1932)
- Szukając dobrych stron (1932)
- Nine Till Six (1932)